# КК Рејер Венеција Местре
КК Рејер Венеција Местре (итал. Reyer Venezia Mestre) италијански је кошаркашки клуб из Венеције. Из спонзорских разлога пун назив клуба тренутно гласи Умана Рејер Венеција (итал. Umana Reyer Venezia). У сезони 2024/25. такмичи се у Серији А Италије и у Еврокупу.

## Успеси

### Национални
- Првенство Италије:
  - Првак (4): 1942, 1943, 2017, 2019.

- Куп Италије:
  - Победник (1): 2020.

- Суперкуп Италије:
  - Финалиста (2): 2017, 2019.

### Међународни
- Куп Радивоја Кораћа:
  - Финалиста (1): 1981.

- ФИБА Куп Европе:
  - Победник (1): 2018.

## Учинак у претходним сезонама
| Сез.     | Првенство Италије | Куп Италије  | Европско такмичење                 | Европско такмичење |
| -------- | ----------------- | ------------ | ---------------------------------- | ------------------ |
| 2011/12. | Четвртфинале ПО   | —            | —                                  |                    |
| 2012/13. | Четвртфинале ПО   | —            | —                                  |                    |
| 2013/14. | 11. место         | —            | —                                  |                    |
| 2014/15. | Полуфинале ПО     | Четвртфинале | —                                  |                    |
| 2015/16. | Полуфинале ПО     | Четвртфинале | Еврокуп — Топ 32                   |                    |
| 2016/17. | Првак             | Четвртфинале | ФИБА Лига шампиона — 4. место      |                    |
| 2017/18. | Полуфинале ПО     | Четвртфинале | ФИБА Лига шампиона — Групна фаза   |                    |
| 2017/18. | Полуфинале ПО     | Четвртфинале | ФИБА Куп Европе — Победник         |                    |
| 2018/19. | Првак             | Четвртфинале | ФИБА Лига шампиона — Осмина финала |                    |
| 2019/20. | прекинуто         | Победник     | Еврокуп — Четвртфинале (прекинуто) |                    |
| 2020/21. | Полуфинале ПО     | Полуфинале   | Еврокуп — Топ 24                   |                    |
| 2021/22. | Четвртфинале ПО   | —            | Еврокуп — Осмина финала            |                    |
| 2022/23. | Четвртфинале ПО   | Четвртфинале | Еврокуп — Осмина финала            |                    |
| 2023/24. | Полуфинале ПО     | Полуфинале   | Еврокуп — Групна фаза              |                    |
| 2024/25. | —                 | —            | Еврокуп — Осмина финала            |                    |

## Познатији играчи
- Пјетро Арадори
- Естебан Батиста
- Мајкл Брамос
- Саша Вујачић
- Дражен Далипагић
- Иван Зороски
- Денис Марконато
- Џереми Парго
- Ратко Радовановић
- Трајко Рајковић
- Борис Савовић

## Познатији тренери
- Александар Николић
- Петар Сканси